# コルドロン
『コルドロン』（原題：The Black Cauldron）は、1985年7月24日公開のディズニーのアニメ映画。
原作は、ロイド・アリグザンダー作プリデイン物語シリーズの『タランと角の王』『タランと黒い魔法の釜』。
1980年に制作が開始され、1984年12月25日のクリスマスの公開を予定していたが、クライマックスを中心に子供向けとしては過激なシーンが多いとされ、新たに任命されたウォルト・ディズニー・スタジオのジェフリー・カッツェンバーグ会長の判断で一部リテイクを決定し、公開が延期した。
本作の公開を機にディズニーのロゴタイプが変更され、2006年12月まで使用された。

## あらすじ
騎士になることを夢見る豚飼いの少年ターラン。
ターランは師匠のドルベンから、予知能力を持つブタのヘン・ウェンを魔王ホーンド・キングから守るように命じられる。ホーンド・キングはヘン・ウェンの力で、不死身の軍隊を作り出せる魔法の大壺「ブラック・コルドロン」を探し出そうとしているのだ。
ターランが目を離した隙に魔王の手下にさらわれてしまうヘン・ウェン。
魔法使いエロウィー姫の助けで魔法の剣を手に入れたターランは、森の住人ガーギやエロウィー姫、吟遊詩人フルーダーらとともに、ヘン・ウェンとブラック・コルドロンの行方を追って妖精の国に行くことに……。

## スタッフ
監督- テッド・バーマン
- リチャード・リッチ

脚本- デイヴィッド・ジョナス
- ヴァンス・ゲリー
- ジョー・ヘイル
- アル・ウィルソン
- ロイ・モリタ
- テッド・バーマン
- リチャード・リッチ

製作ジョー・ヘイル
音楽エルマー・バーンスタイン
美術- ティム・バートン
- ピーター・ヤング

## キャラクター

### ターラン一行
ターラン
この物語の主人公。勇敢な騎士になることを夢見ている豚飼いの少年。
物語中盤において、ホーンド・キングの城の地下王墓で魔剣ディルンウィンを見つけ、自らの武器とするようになる。
エロウィー
青い目に金髪の美しいスタイルを持つお姫様。魔法を使うことができ、不思議な光の玉を従えている。
光の玉をブラック・コルドロン探しに利用しようとしたホーンド・キングに捕まって城の地下に囚われていた。勇敢な性格をしており、ターランの冒険に同行する。
ガーギ
もじゃもじゃの髪と口ひげを持つ身長50センチほどの不思議な森の住人。好物のリンゴをくれたターランを友達と呼んで懐く。
嘘つきで臆病な性格をしているためにターランからは邪険に扱われていたが、物語終盤でブラック・コルドロンの悪の力を封じ込めるために、ターランに代わって自らの命を犠牲にする。しかし最終的には、魔女たちの協力を得て蘇った。
フルーダー
歌ったり人を楽しませたりする事が仕事の吟遊詩人。嘘をつくと弦の切れる不思議なハープを所有している。
スパイと勘違いされて、ホーンド・キングの城に囚われていた。脱出後は成り行きでターランの冒険に同行することになる。

### ヴィラン
ホーンド・キング
本作のディズニーヴィランズ。角のはえた骸骨のような魔王。ブラック・コルドロンを使って死者を蘇らせ、不死身の軍隊を率いて世界を支配しようと企んでいる。
またそのために多くの山賊たちと手を組んでおり、エロウィー姫たちの誘拐や死体の運搬、城の警備などを担当させている。
物語終盤でガーギが自らの命を犠牲にしたため計画は失敗。憤慨しながらコルドロンの様子を見に行ったところ、飢えたコルドロンの力に負けて中に引きずり込まれた。
クリーパー
ホーンド・キングの手下である小さなゴブリン。山賊たちのリーダーを任されているが、彼らからは直接バカにされている。
ヘマをするたびに首を絞められるなど、ホーンド・キングからは散々な扱いを受けている。そのため、彼が死んだ際には大喜びして去って行った。
ギセント
ホーンド・キングの手下である2匹のドラゴン。ヘン・ウェンを連れ去るなど忠実な働きを見せる。

### その他
ヘン・ウェン
千里眼の力を持つ白豚。その力を使ってブラック・コルドロンの在処を突き止めようとするホーンド・キングに狙われる。
ドルベン
ターランの師匠である偉大な魔法使い。ホーンド・キングの狙いを察し、彼にヘン・ウェンを守るよう指示する。
アイデルリグ
泉の中にある妖精の国の王様。ブラック・コルドロンを壊してホーンド・キングの勢いを止めようと考えたターラン一行に協力する。
ドーリ
年老いた妖精。アイデルリグに命ぜられて、ターラン一行をモルヴァまで案内する。
オルドゥー＆オルエン＆オルゴ
ブラック・コルドロンを隠している3人の魔女。モルヴァの沼地に住み、人間をカエルに変えて食べていた。
魔剣ディルンウィンと引き換えにブラック・コルドロンをターラン一行に渡した。ちなみに、オルエンはフルーダーに恋心を抱いている。

## キャスト（声の出演）
| 役名             | 原語版声優                | 日本語吹替                                                                                   |
| ---------------- | ------------------------- | -------------------------------------------------------------------------------------------- |
| ターラン         | グラント・バーズリー      | 菊池英博                                                                                     |
| エロウィー       | スーザン・シェリダン      | 冨永みーな                                                                                   |
| ガーギ           | ジョン・バイナー          | 山崎唯 梅津秀行（追加部分）                                                                  |
| ドーリ           | ジョン・バイナー          | 槐柳二                                                                                       |
| ホーンド・キング | ジョン・ハート            | 飯塚昭三                                                                                     |
| ドルベン         | フレディ・ジョーンズ      | 熊倉一雄                                                                                     |
| フルーダー       | ナイジェル・ホーソーン    | はせさん治                                                                                   |
| アイデルリグ     | アーサー・マレット        | 永井一郎                                                                                     |
| クリーパー       | フィル・フォンダカーロ    | 大塚周夫                                                                                     |
| オルドゥー       | エダ・レイス・メリン      | 牧野和子                                                                                     |
| オルエン         | アデーレ・マリス=モーレイ | 太田淑子                                                                                     |
| オルゴ           | ビリー・ヘイズ            | 瀬能礼子                                                                                     |
| ナレーター       | ジョン・ヒューストン      | 中江真司                                                                                     |
| ギセント         | パット・フラリー          | 原語版流用                                                                                   |
| ヘン・ウェン     | フランク・ウェルカー      | 原語版流用                                                                                   |
| その他           |                           | 藤枝成子 浪川大輔 仁内建之 八代駿 沢りつお 林一夫 峰恵研 山本精二 山下啓介 村越伊知郎 梶哲也 |